# یوران لارشون
یوران لارشون (سوئدی: Göran Larsson؛ ۲۴ مه ۱۹۳۲ – ۲۷ فوریه ۱۹۸۹) شناگر اهل سوئد بود.
وی در مسابقات کشوری و بین‌المللی در مجموع برندهٔ ۲ مدال طلا، ۱ مدال نقره، ۱ مدال برنز شده‌است.